# Église Notre-Dame-de-Lorette de Gudja
Pour les articles homonymes, voir Église Notre-Dame-de-Lorette.
L'église Notre-Dame-de-Lorette est une église catholique située à Gudja, à Malte.

## Historique
L'inscription présente sur l'église précise la date de sa construction, en l'occurrence l'année 1550. Détruite après la peste du XVIIe siècle, elle est reconstruite en 1676 et restaurée en 1820. Endommagée durant la Seconde Guerre mondiale, elle est rouverte en 1943.